# Kraftwerk Hermann Wenzel
Das Kraftwerk „Hermann Wenzel“ (auch Kraftwerk Ruhrort oder Kraftwerk Laar genannt) ist ein Kraftwerk der ThyssenKrupp AG, gelegen in Duisburg zwischen den Stadtteilen Laar und Ruhrort auf einem abseits des integrierten Stahlwerks von ThyssenKrupp Steel liegendem Betriebsgeländes.
Das Kraftwerk verbrennt Kuppelgase aus der Stahlherstellung (Hochofengas, …) sowie Kokereigas aus der nahegelegenen Kokerei Schwelgern. Im Gegenzug zu den Brenngasen werden Hüttenwerk und Kokerei mit Strom und Prozessdampf versorgt. Elektrische Überschüsse werden in das öffentliche Netz eingespeist. Das Kraftwerk verfügt über eine elektrische Leistung von insgesamt 339 Megawatt, sein Schornstein ist 160 Meter hoch.

## Geschichte

### Bau und Betrieb unter wechselnden Eigentümern
Das Kraftwerk wurde in den Jahren 1953 bis 1955 erbaut. Zu dieser Zeit gehörte das Werk noch zur August Thyssen-Hütte AG, einem Zusammenschluss der fünf Duisburger Hüttenwerke der Vereinigten Stahlwerke (VSt). Zur damaligen Zeit gab es in der Umgebung noch zahlreiche Hochöfen und Kokereien, die die benötigten Brenngase für das Kraftwerk lieferten.
Benannt wurde das neue Kraftwerk zu Ehren von Dr. Hermann Wenzel (1882–1954), dem kurz vor der Fertigstellung des Werkes verstorbenen ehemaligen Vorstands- und Aufsichtsratsvorsitzenden der VSt, ehemals auch Vorstand der Deutsch-Luxemburgischen Bergwerks- und Hütten-AG und der Gelsenkirchener Bergwerks AG.
Etwa zeitgleich mit der Fertigstellung des Kraftwerkes wurden die Vereinigten Stahlwerke entflochten und aus dem Werk Duisburg-Ruhrort wurde die Phoenix-Rheinrohr AG.
In den Jahren 1963 und 1966 wurde das Kraftwerk um je einen Block erweitert.
Mit dem Phoenix-Hüttenwerk wurde 1966 auch das Kraftwerk wieder von der Thyssen AG übernommen, die das Werk 1997 mit der Fusion in die ThyssenKrupp AG einbrachten. ThyssenKrupp betreibt mit dem Heizkraftwerk Hamborn noch ein weiteres Kraftwerk in Duisburg, um seinen Eigenbedarf an Elektrizität zu  decken.

### Explosion im Block 1 im Jahre 2001
Am 8. Januar 2001 ereigneten sich im Kraftwerk drei schwere Explosionen. Zu diesen kam es, nachdem bei Revisionsarbeiten am Block 1 durch ein fälschlich geöffnetes Ventil Druckluft in eine Koksgasleitung einströmte, wodurch sich ein explosives Gemisch bildete, das sich entzündete. Der Block wurde schwer beschädigt; Fenster und Teile des Mauerwerkes der Fassade wurden herausgedrückt und das Kesselhaus geriet in Brand. Durch die Explosionsdruckwelle und durch umherfliegende Trümmerteile wurden Autos und weitere Gebäude in der Umgebung beschädigt. Menschen kamen nicht zu Schaden, doch der Sachschaden ging in die Millionenhöhe. Der Block 1 wurde anschließend stillgelegt.

## Aufbau und Technik
Das Kraftwerk verfügte ehemals über vier Kessel mit jeweils eigenem Dampfturbinensätze; von diesen sind seit der Explosion 2001 (siehe oben) nur noch drei in Betrieb:
| Block             | Block                                 | 1 (stillgelegt)      | 2                    | 3                    | 4                    |
| ----------------- | ------------------------------------- | -------------------- | -------------------- | -------------------- | -------------------- |
| Baujahr           | Baujahr                               | 1955                 | 1955                 | 1963                 | 1969                 |
| Leistung          | Dampfmenge Kessel in t/h              | 210                  | 210                  | 320                  | 517                  |
| Leistung          | Bruttonennleistung Dampfturbine in MW | 58                   | 64                   | 100                  | 175                  |
| Brennstoffeinsatz | Gichtgas in m3/h                      | -                    | 170.000              | 260.000              | 420.000              |
| Brennstoffeinsatz | Koksgas in m3/h                       | -                    | 20.000               | 35.000               | 40.000               |
| Hersteller        | Kessel                                | Dürr/Babcock         | Buckau-Wolf          | Buckau-Wolf          | EVT                  |
| Hersteller        | Dampfturbine                          | Brown, Boveri & Cie. | Brown, Boveri & Cie. | Brown, Boveri & Cie. | Brown, Boveri & Cie. |